# Arany teknősbogár
Az arany teknősbogár (Charidotella sexpunctata, korábban Metriona bicolor-ként ismert) egy gyakori észak-amerikai bogárféle, amely leggyakrabban kedvenc eledelén, hajnalka-leveleken található. Meg tudja változtatni a színét: először apró drágakőnek, vagy arany katicabogárnak tűnhet, de meg tudja változtatni a felhám fényvisszaverő-képességét úgy, hogy a külső rétegek átlátszóvá válva egy katicabogár-szerű, piros alapon fekete pöttyös színezetet tárnak fel. Ezt a színváltozást mikroszkopikus szelepek hozzák létre, amelyek a váz alatti páratartalom mennyiségét szabályozzák. 
Egyes egyedek hátán apró, fekete foltokat is látni, melyek (különböző mértékben) eltakarják az alapot képező színeket, és ez az a megjelenésbeli eltérés, ami több név használatához vezetett ennél a fajnál.

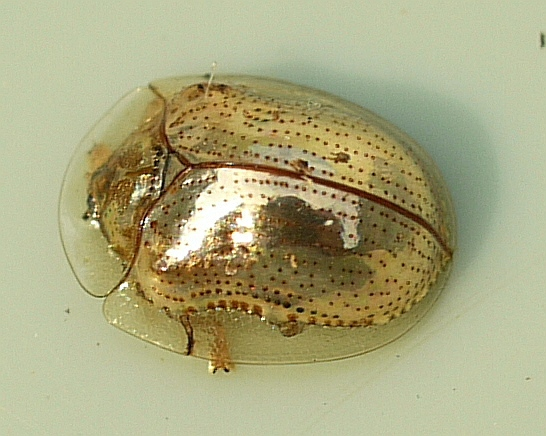
Golden Tortoise Beetle - Charidotella sexpunctata